# Georgi Vasilev (football, 1945)
Georgi Parvanov Vasilev (né le 9 juin 1945 à Sidirókastro en Grèce) est un footballeur international bulgare qui évoluait au poste d'attaquant.
Il participe aux Jeux olympiques d'été de 1968, remportant la médaille d'argent avec la Bulgarie.

## Carrière
Formé au club du FC Pirin Gotse Delchev (en), il ne reste qu'un an avec l'équipe première avant de rejoindre le Lokomotiv Plovdiv. Il reste 16 ans avec le Lokomotiv, jouant 386 matchs et marquant 115 buts en championnat. Il dispute également avec cette équipe 13 matchs en Coupe des villes de foires / Coupe de l'UEFA, inscrivant six buts.
C'est lors de son séjour dans ce club qu'il est régulièrement sélectionné en équipe nationale. Il joue son premier match en équipe nationale le 24 juin 1967, en amical contre la Pologne (victoire 3-2 à Sofia). Dès son deuxième match, il profite de la large victoire de son équipe sur celle du Ghana (10-0), pour inscrire un quadruplé.
En 1968, il participe aux Jeux olympiques. Il joue deux matchs lors du tournoi olympique, contre la Thaïlande et le Guatemala. La Bulgarie remporte la médaille d'argent.
Il inscrira deux autres buts avec la Bulgarie en 1973, contre la Nouvelle-Calédonie et l'Australie. Il joue son dernier match avec la Bulgarie le 13 avril 1974, en amical contre la Tchécoslovaquie. Son bilan en équipe nationale s'élève à 18 sélections pour six buts.
À l'âge de 35 ans, il retourne dans le club de ses débuts et y joue encore de longues saisons, avant de prendre sa retraite à 41 ans.

## Palmarès
- Médaille d'argent aux Jeux olympiques d'été de 1968 avec l'équipe de Bulgarie
- Vice-champion de Bulgarie en 1973 avec le Lokomotiv Plovdiv
- Finaliste de la Coupe de Bulgarie en 1971 avec le Lokomotiv Plovdiv